# Comté de Davis (Utah)
Pour les articles homonymes, voir Comté de Davis et Davis.
Le comté de Davis est l’un des vingt-neuf comtés de l'État de l'Utah aux États-Unis. Son siège est Farmington mais la plus grande ville du comté est Layton.